# Joker Merida/2013
Deze pagina geeft een overzicht van de Joker Merida-wielerploeg in 2013.

## Algemeen
Algemeen manager: Birger Hungerholdt
Ploegleiders: Helge-Christoffer Haugstad, Stig Kristensen, Anders Linnestad, Gino van Oudehove
Fietsmerk: Merida

## Renners
| Naam                      | Geboortedatum | Nationaliteit | Ploeg 2012     |
| ------------------------- | ------------- | ------------- | -------------- |
| Reidar Borgersen          | 10-04-1980    | Noorwegen     |                |
| Vegard Breen              | 08-02-1990    | Noorwegen     |                |
| Vegard Robinson Bugge     | 07-12-1989    | Noorwegen     |                |
| Audun Brekke Fløtten      | 20-08-1990    | Noorwegen     |                |
| Adrian Gjølberg           | 23-02-1989    | Noorwegen     |                |
| Christer Jensen           | 19-02-1990    | Noorwegen     |                |
| Truls Engen Korsæth       | 16-09-1993    | Noorwegen     | Neoprof        |
| Martin Olsen              | 08-01-1992    | Noorwegen     | Neoprof        |
| Stian Remme               | 04-06-1982    | Noorwegen     |                |
| Kristoffer Skjerping      | 05-08-1988    | Noorwegen     |                |
| Sondre Gjerdevik Sørtveit | 15-08-1988    | Noorwegen     |                |
| Oskar Svendsen            | 10-04-1994    | Noorwegen     | Beloften       |
| Edwin Wilson              | 25-04-1989    | Zweden        | Team Cykelcity |

## Belangrijke overwinningen
| Circuit des Ardennes 3e etappe (ploegentijdrit): Truls Engen Korsæth, Adrian Gjølberg, Sondre Gjerdevik Sørtveit, Oskar Svendsen, Audun Brekke Fløtten, Vegard Breen Ronde de l'Oise Eindklassement: Vegard Breen Gooikse Pijl Winnaar: Vegard Robinson Bugge |